# Beytābāj
Beytābāj (persiska: Beynābāj, بيناباج, Beynāvāj, Bīnābāj, بيتاباج) är en ort i Iran.   Den ligger i provinsen Khorasan, i den östra delen av landet, 700 km öster om huvudstaden Teheran. Beytābāj ligger 1 957 meter över havet och antalet invånare är 569.
Terrängen runt Beytābāj är lite bergig, och sluttar österut. Runt Beytābāj är det glesbefolkat, med 9 invånare per kvadratkilometer. Närmaste större samhälle är Kākhk, 11,3 km norr om Beytābāj. Omgivningarna runt Beytābāj är i huvudsak ett öppet busklandskap.